# Sông Sa Đéc
Sông Sa Đéc là một con sông chảy từ Sông Hậu và đổ ra Sông Tiền. Sông có chiều dài 51 km và diện tích lưu vực là km². Sông Sa Đéc chảy qua các tỉnh An Giang, Đồng Tháp, Vĩnh Long và Tiền Giang.